# Godzina świetlna
Godzina świetlna – odległość, którą przebywa światło w próżni w ciągu jednej godziny. Według definicji metra z 1983 roku, długość ta wynosi 1 079 252 848 800 metrów, czyli około 1,08 miliardów kilometrów. Odległość Neptuna od Słońca wynosi średnio 4,163 godzin świetlnych.